# Xã Fugit, Quận Decatur, Indiana
Xã Fugit (tiếng Anh: Fugit Township) là một xã thuộc quận Decatur, tiểu bang Indiana, Hoa Kỳ. Năm 2010, dân số của xã này là 1.767 người.